# Вішано
Вішано (італ. Visciano) — муніципалітет в Італії, у регіоні Кампанія,  метрополійне місто Неаполь.
Вішано розташоване на відстані близько 210 км на південний схід від Рима, 30 км на схід від Неаполя.
Населення — 4463 особи (2014).

## Демографія
Населення за роками:

Станом на 1 січня 2023 року в муніципалітеті офіційно проживали 83 іноземці з 14 країн, серед них 19 громадян країн Євросоюзу та 6 громадян України.

## Сусідні муніципалітети
- Авелла
- Баяно
- Казамарчіано
- Лівері
- Марцано-ді-Нола
- Монтефорте-Ірпіно
- Муньяно-дель-Кардінале
- Нола
- Паго-дель-Валло-ді-Лауро
- Спероне
- Таурано